# Mistrzostwa Oceanii w Judo 2006
21. Mistrzostwa Oceanii w judo odbywały się w dniach 15-17 lipca 2006 roku w Papeete w Polinezji Francuskiej. W tabeli medalowej tryumfowali zapaśnicy z Australii.

## Klasyfikacja medalowa
| Miejsce | Państwo             |    |    |    | Razem |
| ------- | ------------------- | -- | -- | -- | ----- |
| 1       | Australia           | 9  | 3  | 9  | 21    |
| 2       | Nowa Zelandia       | 4  | 4  | 2  | 10    |
| 3       | Nowa Kaledonia ()   | 2  | 4  | 9  | 15    |
| 4       | Fidżi               | 1  | 0  | 1  | 2     |
| 5       | Polinezja Francuska | 0  | 2  | 3  | 5     |
| Razem   | Razem               | 16 | 13 | 23 | 53    |

## Medaliści

### Mężczyźni
| Konkurencja: | Złoto:                    | Srebro:              | Brąz:                                |
| −60 kg       | Steven Giudice            | Alister Leat         | Philippe Bouche Matt D'Aquino        |
| −66 kg       | Lee Calder                | Steven Brown         | Cyril Chevalier Joshua Cook          |
| −73 kg       | Abedias Trindade de Abreu | Jonathan Berger      | Brent Iverson Glen Lewis             |
| −81 kg       | Josateki Naulu            | Rehia Davio          | Pierre-Armand Colas Yohann Courtine  |
| −90 kg       | Priscus Fogagnolo         | David Chevalier      | Arnaud Bertrand Christopher Swalwell |
| −100 kg      | Andrew Pragnell           | Jean-Francois Durand | Charles Kobelke Jerome Papai         |
| ponad 100 kg | Semir Pepic               | Stéphane Courtine    | George Brendecke Nemani Takayawa     |
| Open         | Semir Pepic               | Stéphane Courtine    | Jonathan Berger Pierre-Armand Colas  |

### Kobiety
| Konkurencja:  | Złoto:            | Srebro:             | Brąz:                                  |
| −48 kg        | Elodie Foeillet   | ----                | ----                                   |
| −52 kg        | Ana Moceyawa      | Kelly Fong          | Chelisa Chester                        |
| −57 kg        | Carli Renzi       | Sharon Taylor       | Vicky Stormont Sandrine Perel          |
| −63 kg        | Allison Newham    | Mahana Clutha       | Kuramihirangi Smith Laure-Line Lafille |
| −70 kg        | Sarah Hunter      | Joy Williams        | Danielle Newham                        |
| −78 kg        | Catherine Arscott | ----                | ----                                   |
| powyżej 78 kg | Simone Dahl       | ----                | ----                                   |
| Open          | Joy Williams      | Kuramihirangi Smith | Rosa Delots Sandrine Perel             |